# نوومیخایلوفکا (شهرستان چیشمینسکی، باشقیرستان)
نوومیخایلوفکا (انگلیسی: Novomikhaylovka, Chishminsky District, Republic of Bashkortostan) یک شهرک در شهرستان چیشمینسکی در استان باشقیرستان کشور روسیه است.